# 파푸아뉴기니의 재외공관 목록

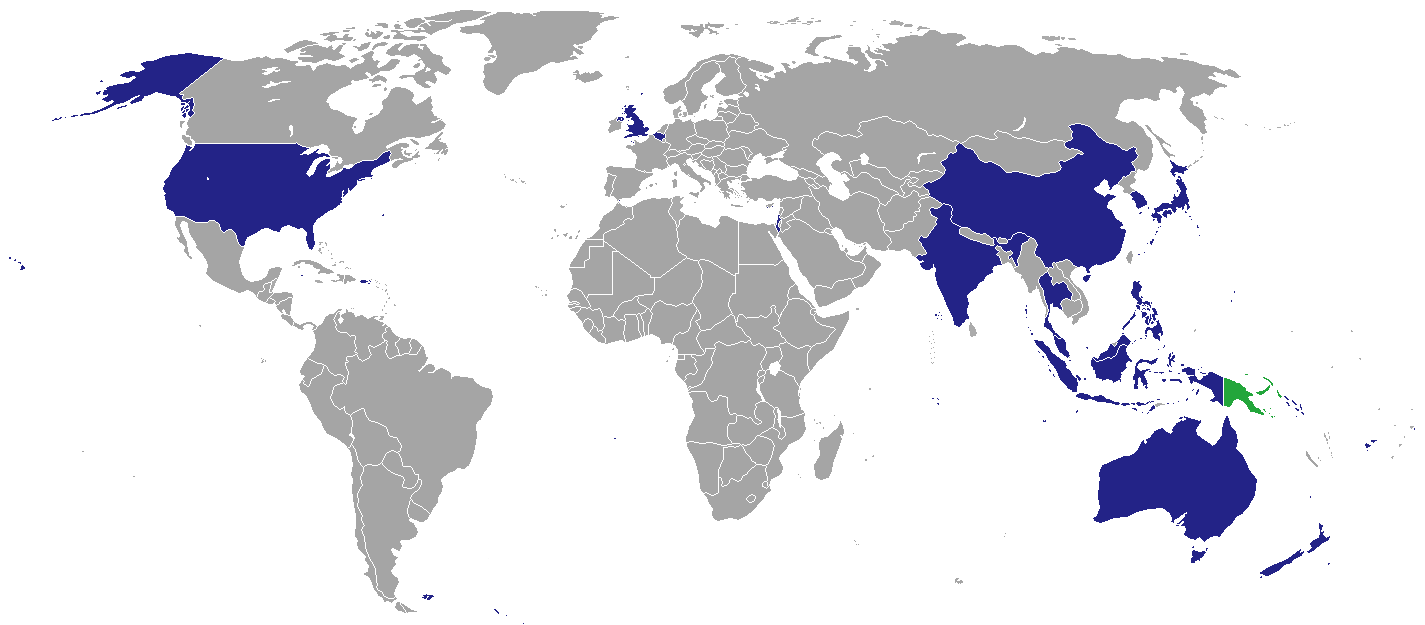
파푸아뉴기니의 재외공관

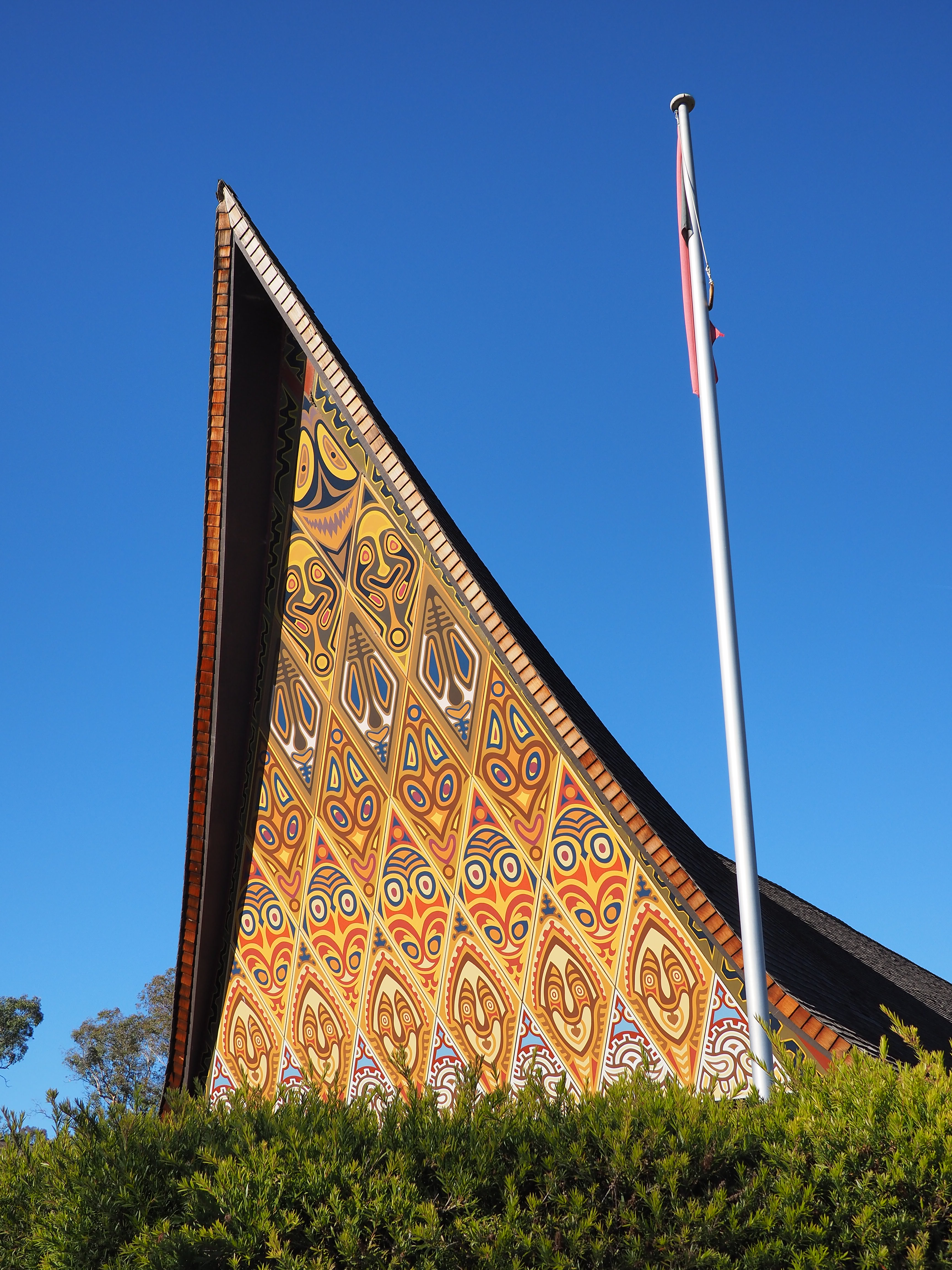
캔버라 주재 파푸아뉴기니 고등판무관 사무소

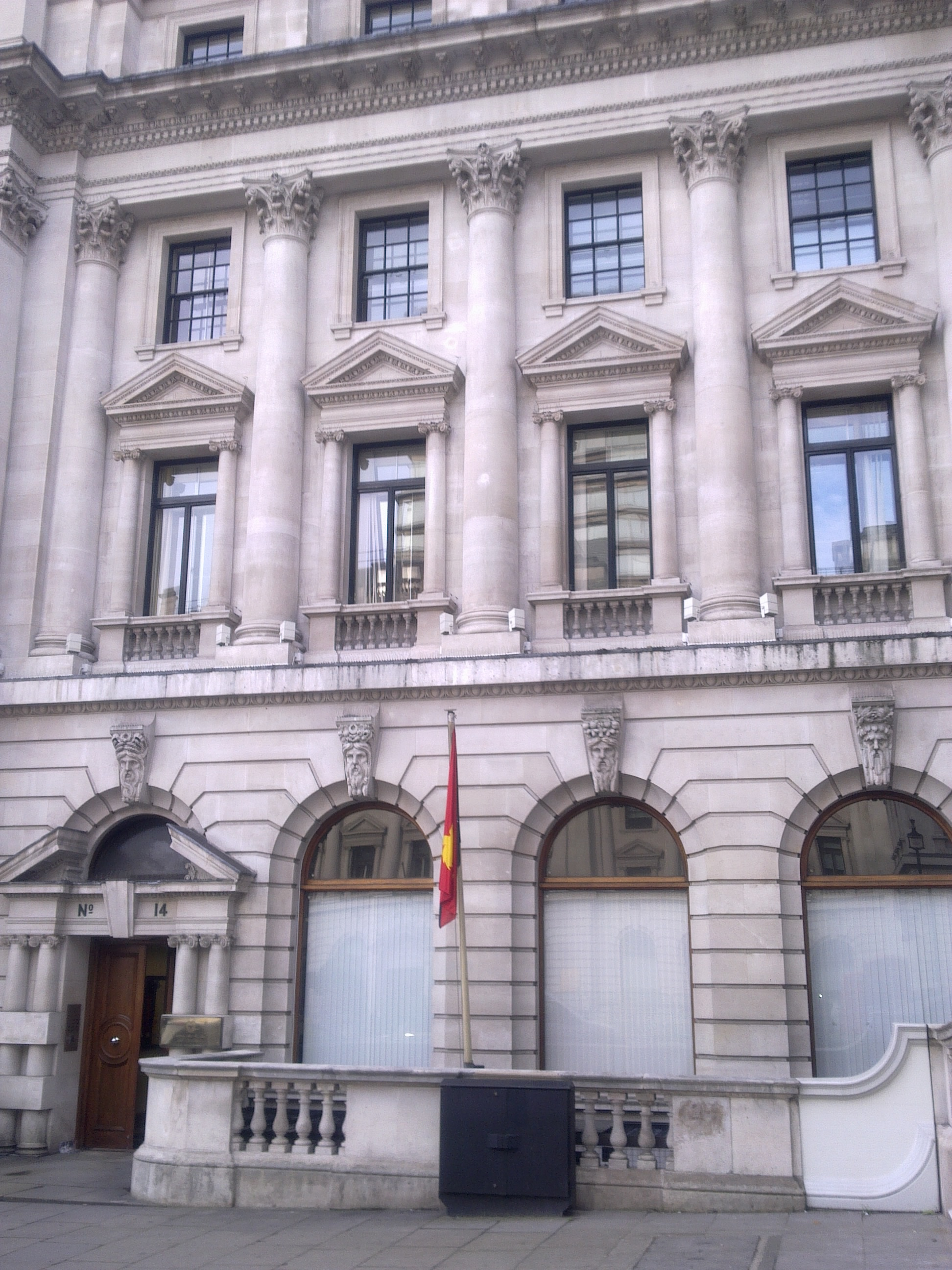
런던 주재 파푸아뉴기니 고등판무관 사무소

파푸아뉴기니의 재외공관 목록은 파푸아뉴기니 주재 대사관과 고등판무관 사무소를 각국에 상주시켜 놓는 것을 의미하며, 파푸아뉴기니의 재외공관을 나열한 목록이다.

## 유럽·아메리카
- 미국 : 워싱턴 D.C. (대사관)
- 벨기에 : 브뤼셀 (대사관)
- 영국 : 런던 (고등판무관 사무소)

## 아시아
- 중화인민공화국 : 베이징시 (대사관)
- 일본 : 도쿄 (대사관)
- 대한민국 : 서울특별시 (대사관)
- 인도 : 뉴델리 (고등판무관 사무소)
- 인도네시아 : 자카르타 (대사관), 자야푸라 (총영사관)
- 말레이시아 : 쿠알라룸푸르 (고등판무관 사무소)
- 필리핀 : 마닐라 (대사관)
- 싱가포르 : 싱가포르 (고등판무관 사무소)

## 오세아니아
- 오스트레일리아 : 캔버라 (고등판무관 사무소), 시드니·브리즈번 (총영사관)
- 뉴질랜드 : 웰링턴 (고등판무관 사무소)
- 솔로몬 제도 : 호니아라 (고등판무관 사무소)
- 피지 : 수바 (고등판무관 사무소)

## 대표부
- UN 파푸아뉴기니 정부 대표부 : 뉴욕
- EU 파푸아뉴기니 정부 대표부 : 브뤼셀

## 같이 보기
- 파푸아뉴기니 주재 외국공관 목록